# 3863 Gilyarovskij
3863 Gilyarovskij este un asteroid din centura principală, descoperit pe 26 septembrie 1978 de Liudmila Juravliova.